# 云耶

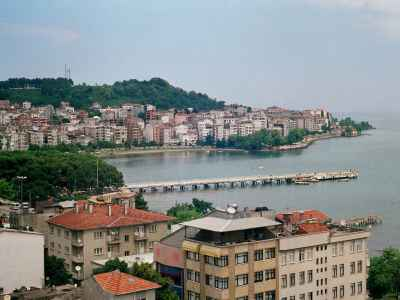
溫耶

云耶是土耳其的城鎮，由奧爾杜省負責管轄，位於該國北部，距離首府奧爾杜76公里，面積440平方公里，處於海拔水平面，主要農產品是榛子，據2010年人口普查，總人口為114,408人。

## 外部連結
- Municipal Official Site （页面存档备份，存于） （土耳其文）
- District Official Site （页面存档备份，存于） （土耳其文）
- News & City Portal （页面存档备份，存于） （土耳其文）
- Historical Information Page （页面存档备份，存于） （土耳其文）
- Places to be Visited （页面存档备份，存于） （土耳其文）
- City Football Club (Ünyespor) （页面存档备份，存于） （土耳其文）